# Goodbye (film, 2019)
Pour plus de détails, voir Fiche technique et Distribution.
Pour les articles homonymes, voir Goodbye.
Goodbye (Hope Gap) est un film britannique réalisé par William Nicholson, sorti en 2019.

## Synopsis
Grace et Edward sont mariés depuis 29 ans. À la suite d'une scène de ménage Edward confie à son fils Jamie qu'il va quitter Grace parce qu'il est amoureux d'une autre femme. Le film montre comment les trois membres de la famille gèrent la situation et le choc.

## Fiche technique
- Titre original : Hope Gap
- Titre français : Goodbye
- Réalisation et scénario : William Nicholson
- Direction artistique : Ben Clements
- Décors : David Morison
- Costumes : Suzanne Cave
- Photographie : Anna Valdez-Hanks
- Montage : Pia Di Ciaula
- Musique : Alex Heffes
- Pays d'origine : Royaume-Uni
- Format : Couleurs - 35 mm
- Genre : drame, romance
- Durée : 100 minutes
- Dates de sortie :
  - Canada : 6 septembre 2019 (Festival international du film de Toronto 2019)
  - France : 29 juillet 2020

## Distribution
- Annette Bening (VF : Françoise Cadol) : Grace
- Bill Nighy (VF : Georges Claisse) : Edward
- Josh O'Connor (VF : Valentin Merlet) : Jamie
- Aiysha Hart (VF : Célia Diane) : Jess
- Ryan McKen : Dev
- Steven Pacey (en) (VF : Daniel Lafourcade) : Peter Widdecombe
- Nicholas Burns (en) : Gary
- Sally Rogers (en) (VF : Marie-Ève Dufresne) : Angela
- Rose Keegan : la réceptionniste
- Nicholas Blane (en) : le prêtre

Version française dirigée par Benoît Du Pac au Studio Maia, d'après une adaptation des dialogues d'Héloïse Chouraki.

## Distinctions

### Sélections
- Festival international du film de Toronto 2019 : sélection en section Special Presentations
- Festival du film britannique de Dinard 2019 : sélection hors compétition
- Festival du film de Cabourg 2020 : sélection en compétition officielle